# 萊索托國家足球隊
萊索托足球代表隊是萊索托的國家足球代表隊，由萊索托足球協會管理，現時屬於國際足協及非洲足協成員國之一。萊索托至今仍未參加過任何國際大賽的決賽週，無論在世界盃及非洲國家盃外圍賽階段從未取得過出線資格。在國際賽唯一取得的成就是2000年奪得COSAFA盃亞軍。

## 世界盃成績
- 1930年 至 1970年 - 沒有參賽
- 1974年 - 未能晉級
- 1978年 - 沒有參賽
- 1982年 - 未能晉級
- 1986年 至 1990年 - 退出
- 1994年 至 1998年 - 沒有參賽
- 2002年 至 2018年 - 未能晉級

## 非洲國家盃成績
- 1957年 至 1963年 - 屬於英國的一部分
- 1965年 至 1972年 - 沒有參賽
- 1974年 - 未能晉級
- 1976年 - 退出
- 1978年 - 沒有參賽
- 1980年 至 1982年 - 沒有參賽
- 1984年 - 退出
- 1986年 - 沒有參賽
- 1988年 - 退出
- 1990年 至 1992年 - 沒有參賽
- 1994年 - 未能晉級
- 1996年 - 在外圍賽進行期間退出
- 1998年 - 因1996年非洲國家盃外圍賽進行期間退出而被禁止參加
- 2000年 至 2010年 - 未能晉級
- 2012年 - 沒有參賽
- 2013年 至 2023年 - 未能晉級